# Stigmidium rouxianum
Stigmidium rouxianum är en lavart som beskrevs av Calat. & Triebel 2003. Stigmidium rouxianum ingår i släktet Stigmidium och familjen Mycosphaerellaceae.   Inga underarter finns listade i Catalogue of Life.